# Anthony Weradet Chaiseri
Anthony Weradet Chaiseri (Thai: แอนโธนี่ วีระเดช ใจเสรี; * 26. Juni 1963 in Tha Rae, Landkreis Mueang Sakon Nakhon, Provinz Sakon Nakhon, Nordostregion) ist ein thailändischer Geistlicher und römisch-katholischer Erzbischof von Thare und Nonseng.

## Leben
Anthony Weradet Chaiseri besuchte das Kleine Seminar in Tha Rae. Anschließend studierte er Philosophie und Katholische Theologie am Priesterseminar Lux Mundi in Sam Phran. Chaiseri wurde Mitglied der Fokolarbewegung und absolvierte von 1991 bis 1992 einen Kurs in Spiritualität an der Priest School for Asia der Fokolarbewegung in Tagaytay auf den Philippinen. Er empfing am 21. März 1992 das Sakrament der Priesterweihe für das Erzbistum Thare und Nonseng.
Nach der Priesterweihe war Anthony Weradet Chaiseri zunächst als Pfarrvikar in der Pfarrei St. Anna in Nong Saeng sowie als Seelsorger in Ban Phaeng und Si Songkhram tätig, bevor er 1993 Pfarrer der Pfarrei St. Joseph in Nakhon Phanom und Beauftragter für die Jugendmission wurde. 1995 wurde Chaiseri für weiterführende Studien nach Rom entsandt, wo er 1997 an der Päpstlichen Universität Urbaniana ein Lizenziat im Fach Biblische Theologie erwarb. Zudem absolvierte er am Päpstlichen Athenaeum Regina Apostolorum einen Kurs für Ausbilder an Priesterseminaren.
Anthony Weradet Chaiseri war nach der Rückkehr in seine Heimat zunächst Ausbilder am Kleinen Seminar in Tha Rae und ab 1998 dessen Regens. Von 2003 bis 2008 war er zusätzlich als Spiritual am Priesterseminar in Thakhek in Laos tätig, wo er zudem Biblische Theologie lehrte. 2008 wurde Chaiseri Generalvikar des Erzbistums Thare und Nonseng. Neben seiner Tätigkeit als Generalvikar war er zudem Pfarrer der Pfarrei Herz Jesu in Sakon Nakhon (2008–2013), Pfarrer der Erzengel-Michael-Kathedrale in Tha Rae (2013–2018) und Rektor des Heiligtums Maria, Mutter der Märtyrer in Songkhon (ab 2018).
Am 13. Mai 2020 ernannte ihn Papst Franziskus zum Erzbischof von Thare und Nonseng. Der emeritierte Erzbischof von Thare und Nonseng, Louis Chamniern Santisukniram, spendete ihm am 15. August desselben Jahres in der Erzengel-Michael-Kathedrale in Tha Rae die Bischofsweihe; Mitkonsekratoren waren der Apostolische Nuntius in Thailand, Erzbischof Paul Tschang In-Nam, und der Bischof von Ubon Ratchathani, Philip Banchong Chaiyara CSsR.